# Novodamus nodatus
Espèce
Synonymes
- Centropelma nodata Karsch, 1878
- Linyphia melanozantha Urquhart, 1893

Novodamus nodatus est une espèce d'araignées aranéomorphes de la famille des Nicodamidae.

## Distribution
Cette espèce est endémique d'Australie. Elle se rencontre en Nouvelle-Galles du Sud, dans le Territoire de la capitale australienne, au Victoria et en Tasmanie.

## Description
Le mâle décrit par Harvey en 1995 mesure 4,00 mm et la femelle 5,18 mm.

## Publication originale
- Karsch, 1878 : Exotisch-araneologisches. 2 Zeitschrift für die gesammten Naturwissenschaften, vol. 51, p. 771-826.